# Wissem Hmam
Wissem Hmam (arabisch وسام حمام, DMG Wissām Ḥamām; * 21. April 1981 in Menzel Temime, Tunesien) ist ein ehemaliger Handballspieler aus Tunesien. Er ist ein wurfgewaltiger Spieler, welcher vorrangig im linken Rückraum spielt. Mittlerweile ist er als Trainer tätig.

## Laufbahn

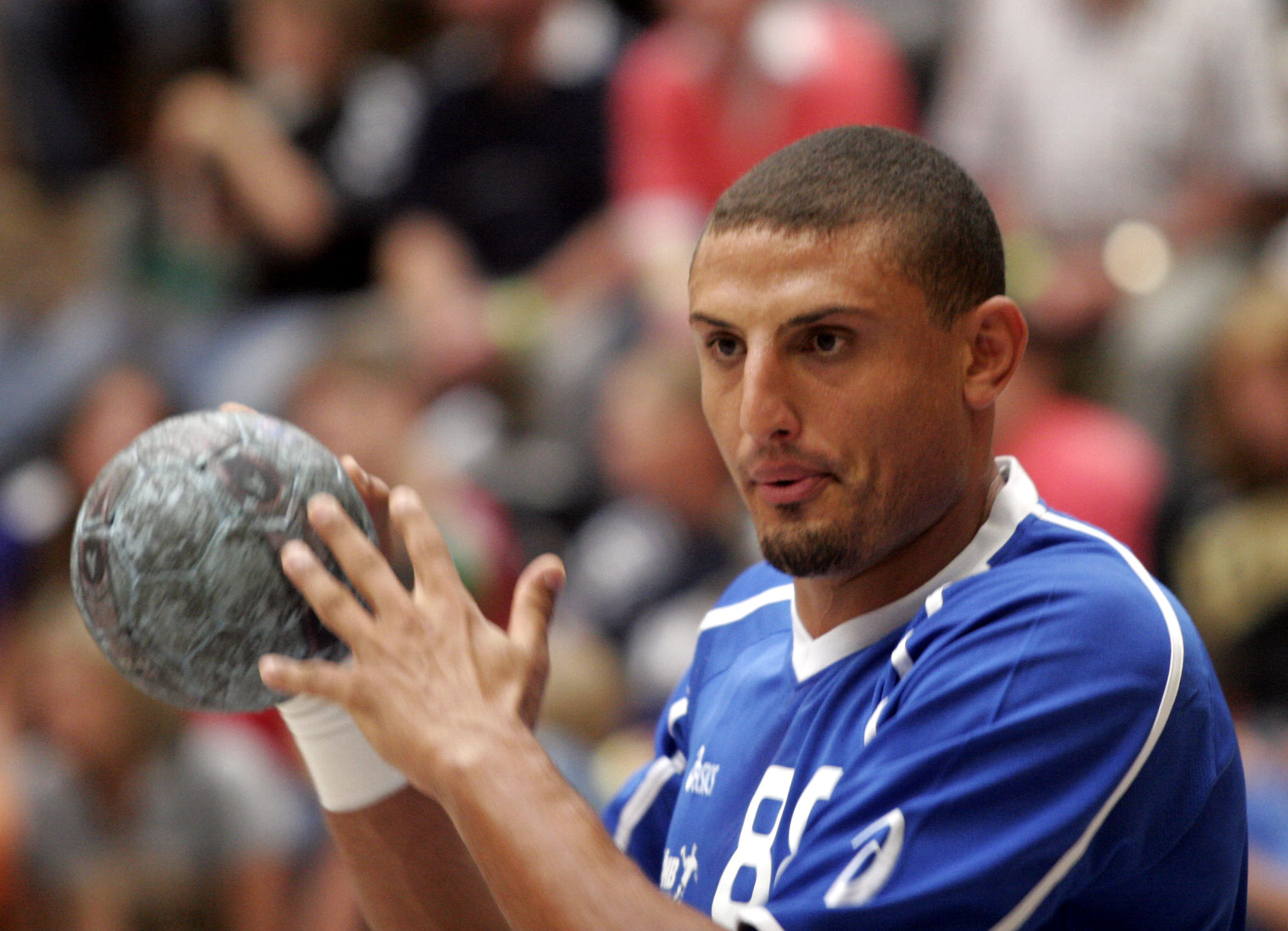
Wissem Hmam

Wissem begann seine Karriere als 10-Jähriger in seinem Heimatdorf Menzel Temime. 
2001 wechselte er zum tunesischen Erstligisten Espérance Sportive de Tunis. Einen großen Bekanntheitsgrad erlangte Wissem Hmam, als er bei der Handball-Weltmeisterschaft 2005 mit insgesamt 81 Toren Torschützenkönig wurde. Daraufhin wurde er von einigen europäischen Topclubs umworben. Im Sommer 2005 entschloss er sich, zum französischen Verein Montpellier HB zu wechseln, mit dem er sechsmal französischer Meister wurde. Im Mai 2014 wurde bekannt, dass sein am Saisonende auslaufender Vertrag aus wirtschaftlichen Gründen nicht verlängert wird. Zur Saison 2014/15 wechselte er zum Ligakonkurrenten Saint-Raphaël Var Handball. Nach der Saison 2017/18 beendete er seine Karriere. Ab dem Juni 2019 war er bei Saint-Raphaël als Co-Trainer tätig. Im Jahr 2022 verließ Hmam den Verein und übernahm denselben Posten bei der tunesischen Nationalmannschaft, den er bis April 2024 bekleidete. Zur Saison 2024/25 übernahm er das Traineramt des französischen Drittligisten ASPTT Mulhouse Rixheim.
Sein Länderspieldebüt in der tunesischen Nationalmannschaft gab er im Juli 1999. Seitdem bestritt er 234 Länderspiele, in denen er 761 Tore warf. Im Sommer 2012 nahm er an den Olympischen Spielen in London teil und beendete im Anschluss seine Nationalmannschaftskarriere.

## Erfolge

### Espérance Sportive de Tunis
- Tunesischer Meister: 2003, 2004, 2005
- Tunesischer Pokalsieger: 2003, 2005
- Tunesischer Supercupsieger: 2003, 2005
- Arabischer Vereinsmeister: 2003

### Montpellier HB
- Französischer Meister: 2006, 2008, 2009, 2010, 2011, 2012
- Französischer Pokalsieger: 2006, 2008, 2009, 2010, 2012, 2013
- Französischer Supercupsieger: 2006, 2007

### Nationalmannschaft
- Afrikameister: 2002, 2006, 2010, 2012
- 4. Platz bei der Handball-WM 2005